# Maud Loty
Maud Charlotte Ange Chaveron dite Maud Loty, née le 19 juillet 1894 à Bordeaux et morte le 12 mai 1976 à l'hôpital Antoine-Béclère de Clamart, est une actrice française de théâtre et de cinéma. 
Elle est en particulier connue pour ses rôles dans les pièces de Colette. Ses spectacles remportent des succès qui font d'elle une des actrices les plus en vue de sa génération. Elle joue notamment dans des pièces de Sacha Guitry et est considérée comme une vedette du théâtre des Variétés.

## Biographie
Fille naturelle d'une modiste bordelaise, nièce d'une danseuse, Maud Loty monte à Paris et débute sur scène à 16 ans dans l'Oiseau bleu de Maurice Maeterlinck au théâtre Réjane. Remarquée par Sarah Bernhardt dont elle devient l'élève, elle va faire dès lors une rapide ascension aussi bien au théâtre que dans le demi-monde.
Son apparence inspire des artistes. Elle devient modèle de Léandre, Poulbot, Utrillo, Suzanne Valadon et Kees Van Dongen. Elle joue également dans une douzaine de films, notamment dans l'adaptation des romans de Colette. (Claudine à l'école, Claudine à Paris, Claudine en ménage).
Fatiguée par la vie qu'elle mène[C'est-à-dire ?], elle entre au couvent en 1932. De retour à Paris, oubliée par son public lassé de ses caprices, elle se retrouve sans le moindre rôle. Excentrique, et alcoolique, elle poursuit sa vie dispendieuse et termine son existence totalement ruinée. Expulsée en mars 1939 de son luxueux appartement du quartier des Champs-Élysées et totalement démunie, elle tente de gagner sa vie en se faisant diseuse de bonne aventure à Pigalle. Elle vivait dans une mansarde et glanait après les marchés de la rue Lepic à Paris des fruits et légumes pour se nourrir, portant un vieux manteau de fourrure léopard, vestige de sa splendeur passée. Amie de la chanteuse Fréhel, elles étaient souvent vues ensemble dans les bistrots de Pigalle.

## Théâtre
- 1911 : L'Oiseau bleu, pièce en 6 actes et 12 tableaux de Maurice Maeterlinck, mise en scène de Firmin Gémier, au théâtre Réjane (2 mars)
- 1912 : Lili et Lulu, sketch en 1 acte de Jean Liane, musique de René Vézard, au théâtre de la Renaissance (avril) : Lili
- 1912 : Le Pharmacien, pièce en 1 acte de Max Maurey, au théâtre Grévin (mai) : la petite fille
- 1912 : Cœur de Française, drame en 5 actes et 8 tableaux d'Arthur Bernède et Aristide Bruant, au théâtre de l'Ambigu (décembre) : Elsa
- 1914 : Le Mannequin, comédie en 4 actes de Paul Gavault, à la Comédie-Marigny (5 février) : Zanetta
- 1916 : Non mais sans blague ! , revue au Moulin de la Chanson (13 janvier)
- 1917 : Very well !, revue en 2 actes et 15 tableaux de Jean Bastia et Saint-Granier, à la Comédie-Caumartin (janvier)
- 1917 : La Petite maison d'Auteuil, drame en 1 acte de Robert Scheffer et Georges Lignereux, au théâtre du Grand-Guignol (27 juillet)
- 1917 : La Petite Maud, comédie en 2 actes de Guy de Téramond, au théâtre du Grand-Guignol (27 juillet) : Maud
- 1920 : Mazout, alors !, revue en 2 actes de Saint-Granier et Paul Briquet, musique de Gaston Gabaroche, au théâtre de la Potinière (24 janvier)
- 1920 : Ma femme et son mari, comédie en 3 actes de Lucien Mayrargue et Maxime Carel, au théâtre Femina (5 juillet) : Moune
- 1921 : Paris-Scandales, grande revue d'hiver en 2 actes et 30 tableaux de Léo Lelièvre et Henri Varna, mise en scène d'Henri Varna, musique de Paul Nast, au Concert Mayol (7 janvier)
- 1922 : La seconde nuit de noces, vaudeville en 3 actes de Maurice Hennequin, Paul Bilhaud et Pierre Véber, au théâtre du Palais-Royal (29 mars) : Georgette Langlois
- 1922 : L'Homme du soir, comédie en 3 actes de Rip, au théâtre des Capucines (11 octobre) : Sonia
- 1922 : Pourquoi m'as tu fait ça ?, comédie en 3 actes d'Yves Mirande et Gustave Quinson, au théâtre des Capucines (22 décembre) : Gisèle
- 1923 : Cent millions qui tombent, comédie-vaudeville en 3 actes de Georges Courteline, au théâtre du Palais-Royal (avril) : Paulette
- 1923 : La Femme du jour, pièce en 3 actes de Paul Armont et Léopold Marchand, au théâtre de la Potinière (14 septembre) : Monette Vouvray
- 1924 : Une petite un peu là, pièce en 3 actes d'Yves Mirande et Henri Géroule, mise en scène d'Edmond Roze, au théâtre des Capucines (2 février) : Kiki
- 1924 : Le Fruit vert, comédie en 3 actes de Jacques Théry et Régis Gignoux, au théâtre des Variétés (19 décembre) : Geneviève
- 1926 : Chipée, comédie en 3 actes d’Alex Madis, musique d'Albert Willemetz, au théâtre de l'Avenue (février) : Zizi Flor
- 1926 : Une Petite sans importance, comédie en 3 actes de Marcel Gerbidon et Paul Armont au théâtre des Capucines (3 avril) : Pimpette
- 1926 : Le Septième ciel, folie-opérette en 3 actes et 6 tableaux de Rip, musique de Fred Pearly et Modesto Romero, au théâtre de l'Avenue (16 novembre) : Robert de Cornebiche / Charlotte
- 1927 : Un miracle, comédie en 3 actes de Sacha Guitry, au théâtre des Variétés
- 1927 : La Plus grande vedette, sketch en 1 acte de Paul Giafferi, au Champs-Elysées Music-Hall (4 mars)
- 1927 : Mademoiselle Flûte, pièce en 4 actes de Georges Berr et Louis Verneuil, au théâtre des Variétés (mai) : Suzy Flûte
- 1928 : Maud et son banquier, comédie en 3 actes de Robert Dieudonné et Henri Géroule, au théâtre des Capucines (9 mars) : Maud
- 1929 : Et moi j'te dis ... Maud, revue en 2 actes et 25 tableaux de Jacques Battaille-Henri et Henri Varna, mise en scène d'Henri Varna, au Concert Mayol (26 mai) : Maud
- 1933 : Teddy and partner, comédie en 3 actes d'Yvan Noé, au théâtre Michel (18 janvier) : Lulu
- 1933 : Les Vieux bébés, pièce en 1 acte d’André Rivollet, mise en scène de Pierre Fresnay, au théâtre Michel (18 janvier) : Flossie
- 1933 : Suivons la Maud, revue de Valentin Tarrault et Robert Goupil, musique de Georges Matis, mise en scène de Maurice Poggi, au théâtre des Deux-Ânes (12 juin) : Maud
- 1934 : Mitzi-Mitzou, opérette en 3 actes de Jean de Létraz, musique de Bert Reisfeld et Rolf Marbot, au théâtre des Capucines (7 avril)
- 1937 : Maud habille-toi !, vaudeville en 3 actes de Paul Chartrettes et L. Delepière, au théâtre de la Renaissance (8 juillet) : Maud

## Filmographie
- 1910 : Les Aventures de Miss Lawson / L'Institutrice (réalisateur anonyme)
- 1910 : Sœurs de lait, court-métrage de Georges Denola
- 1910 : Loin des yeux, loin du cœur, court-métrage de Georges Denola
- 1911 : Philémon et Baucis, court-métrage colorisé de Georges Denola d'après la fable de Jean de la Fontaine
- 1911 : L'Une pour l'autre, court-métrage de Georges Denola
- 1911 : Rigadin tzigane, court-métrage de Georges Monca
- 1913 : Le Bossu, court-métrage d'André Heuzé d'après le roman de Paul Féval : Flore enfant
- 1917 : Claudine à l'école (réalisateur anonyme) : Claudine[14]
- 1917 : Claudine à Paris (réalisateur anonyme) : Claudine
- 1917 : Claudine en ménage (réalisateur anonyme) : Claudine
- 1917 : Claudine s'en va (réalisateur anonyme) : Claudine
- 1918 : Baby, de Louis Paglieri : Baby